# Marcin Ignaczak
Marcin Ignaczak (ur. 18 grudnia 1972 w Obornikach) – polski archeolog, doktor habilitowany nauk humanistycznych. Specjalizuje się w archeologii epoki brązu oraz wczesnej epoce żelaza. Profesor uczelniany na Wydziale Archeologii Uniwersytetu im. Adama Mickiewicza w Poznaniu, gdzie pełni funkcję prodziekana ds. studenckich i kształcenia. W latach 2016–2019 wicedyrektor ds. dydaktycznych Instytutu Archeologii UAM.
Stopień doktorski uzyskał w 2000 na podstawie pracy pt. Geneza kultury łużyckiej w strefie Kujaw (promotorem była prof. Aleksandra Cofta-Broniewska). Habilitował się w 2016 na podstawie oceny dorobku naukowego i rozprawy pt. Społeczeństwa Niżu Polskiego i lasostepu ukraińskiego w późnej epoce brązu i wczesnej epoce żelaza.